# Racopilum crassicuspidatum
Racopilum crassicuspidatum là một loài rêu trong họ Racopilaceae. Loài này được Thér. & Corb. mô tả khoa học đầu tiên năm 1912.